# Rozsdabarna ökörszem
A rozsdabarna ökörszem (Troglodytes solstitialis) a madarak osztályának verébalakúak (Passeriformes) rendjébe és az ökörszemfélék (Troglodytidae) családjába tartozó faj.

## Rendszerezése
A fajt Philip Lutley Sclater angol ügyvéd és zoológus írta le 1859-ben.

## Alfajai
- Troglodytes solstitialis auricularis Cabanis, 1883
- Troglodytes solstitialis frater Sharpe, 1882
- Troglodytes solstitialis macrourus Berlepsch & Stolzmann, 1902
- Troglodytes solstitialis solitarius Todd, 1912
- Troglodytes solstitialis solstitialis  Sclater, 1859[2]

## Előfordulása
Az Andokban, Argentína, Bolívia, Ecuador, Kolumbia, Peru és Venezuela területén honos. Természetes élőhelyei a szubtrópusi és trópusi hegyi esőerdők. Állandó, nem vonuló faj.

## Megjelenése
Testhossza 12 centiméter.

## Természetvédelmi helyzete
Az elterjedési területe nagyon nagy, egyedszáma ugyan csökken, de még nem éri el a kritikus szintet. A Természetvédelmi Világszövetség Vörös listáján nem fenyegetett fajként szerepel.